# It Just Happens
Az It Just Happens című dal a svéd Roxette első kimásolt kislemeze a Good Karma című 10. stúdióalbumról, melyet 2016. április 8-án jelentettek meg.

## Előzmények
A duó egy merőben új hangzást szeretett volna az albummal együtt a közönség számára adni. A dal nem Marie énekével kezdődik, hanem csak a dal vége felé jelenik meg. De ez a dal varázsa - nyilatkozta Gessle.

## Összetétel
A dal elején az akkordok Dm - B - B - Fc négy alkalommal ismétlődnek, majd a második versszakban Dm - Gm - Cm - Am következik, melyet E - Am követ. Ezt a Dm - Gm - C - Am - E - Am jellemzi, majd további akkordok következnek, melyek nem ismétlődnek Versszakon belül kétszer ismétlik a  Bb - F , bővül a  C - vel. Harmadik versszak Dm - Gm - F - C - Gm - Dm , F - C - Bb - C.

## Videoklip
A dalt először szöveges klip formájában tették közzé a duó hivatalos YouTube csatornáján, majd néhány héttel később a hivatalos klipet is elérhetővé tették, melyet Tobias Nordquist rendezett.

## Megjelenések
CD Single  Európai Unió Parlophone 0190295972042
1. It Just Happens - 3:46

## Külső hivatkozások
- A dal szövege a metrolyrics.com oldalon[4]